# Коналл I мак Комгайл
Коналл I (Коналл мак Комгайлл; шотл. гел. Conall mac Comgaill; помер у 574) — король гельского королівства Дал Ріада, правив з 558 до 574 року.

## Біографія
Коналл I бул сином короля Комгалла. Він спадкував престол Дал Ріади після загибелі свого дядечка Габрана в битві з піктами.
У 563 році Коналл I дарував острів Йона ірландському проповіднику Колумбі, що заснував на острові монастир, який став центром поширення християнства в Шотландії. Король допоміг місіонерській діяльності святого Колумби і допомагав організовувати його подорож до земель язичників-піктів.
У політичній сфері Коналл I намагався зміцнити королівську владу і об'єднати всі гельські клани західного узбережжя Шотландії в королівство Дал Ріада. Для цього він разом з королем ірландського королівства Уснех (центральна Ірландія) — верховним королем Ірландії здійснив у 568 році військовий похід на Гебридські острови.
Король Коналл I помер у 574 році. Не дивлячись на те, що в нього був син Коннад, новим королем Дал Ріади став його двоюрідний брат Айдан.